# Mesembryanthemum nodiflorum
Algazul, cosco, cofe-cofe o gazul (Mesembryanthemum nodiflorum), planta herbácea papiloso-hialina, glauco, verde o rojiza, de escaso porte, de la familia de las Aizoáceas.

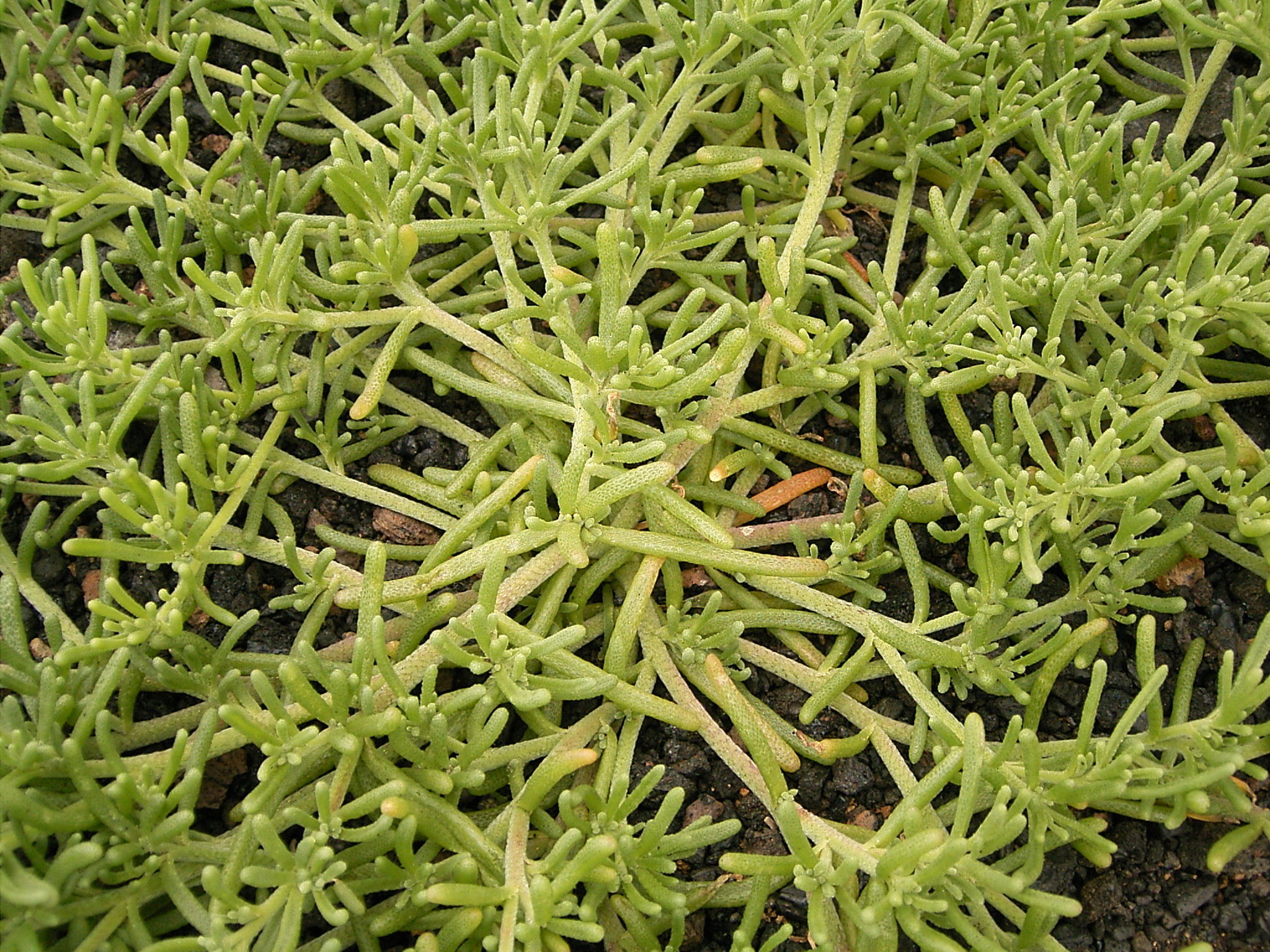
Detalle de las hojas

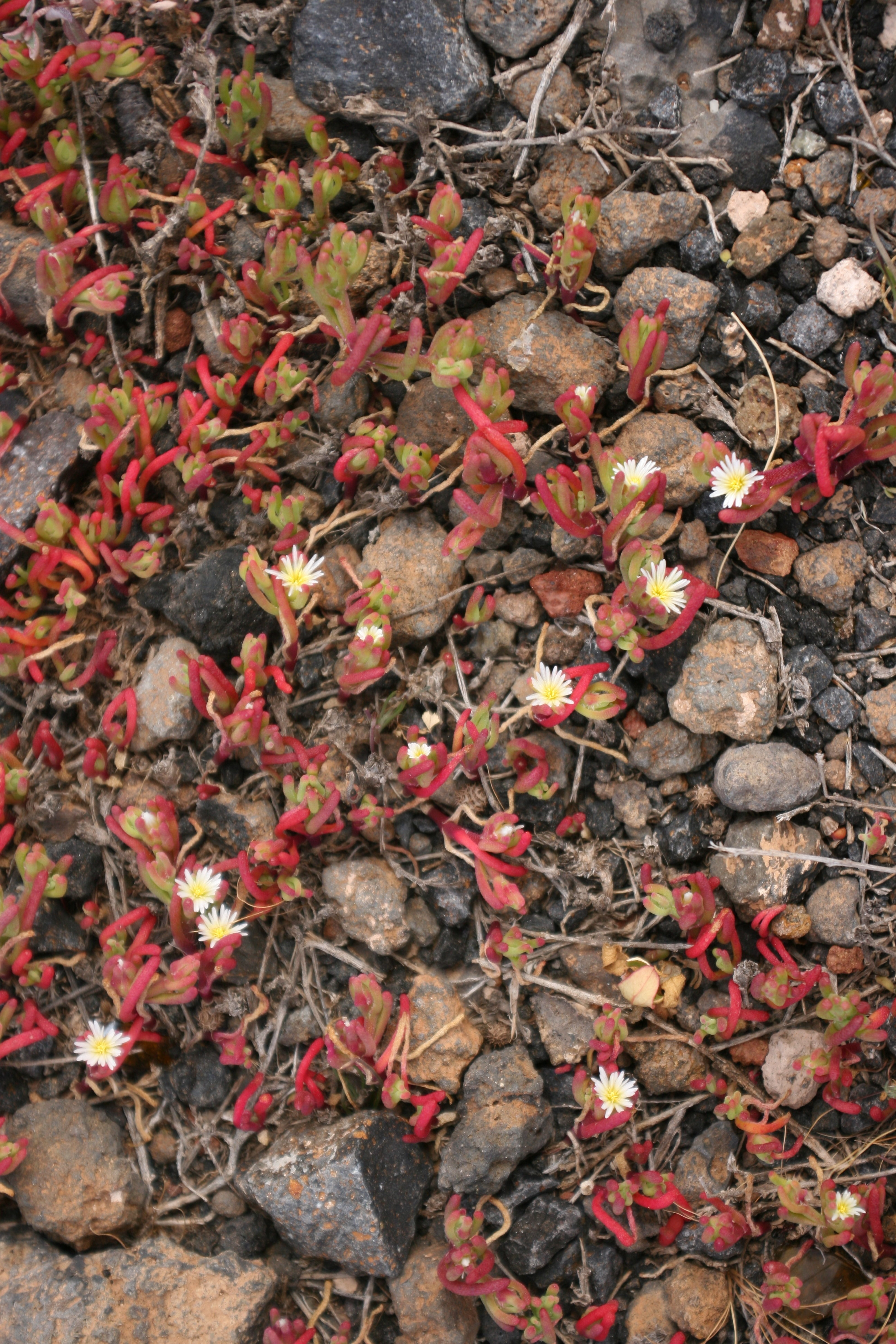
En su hábitat

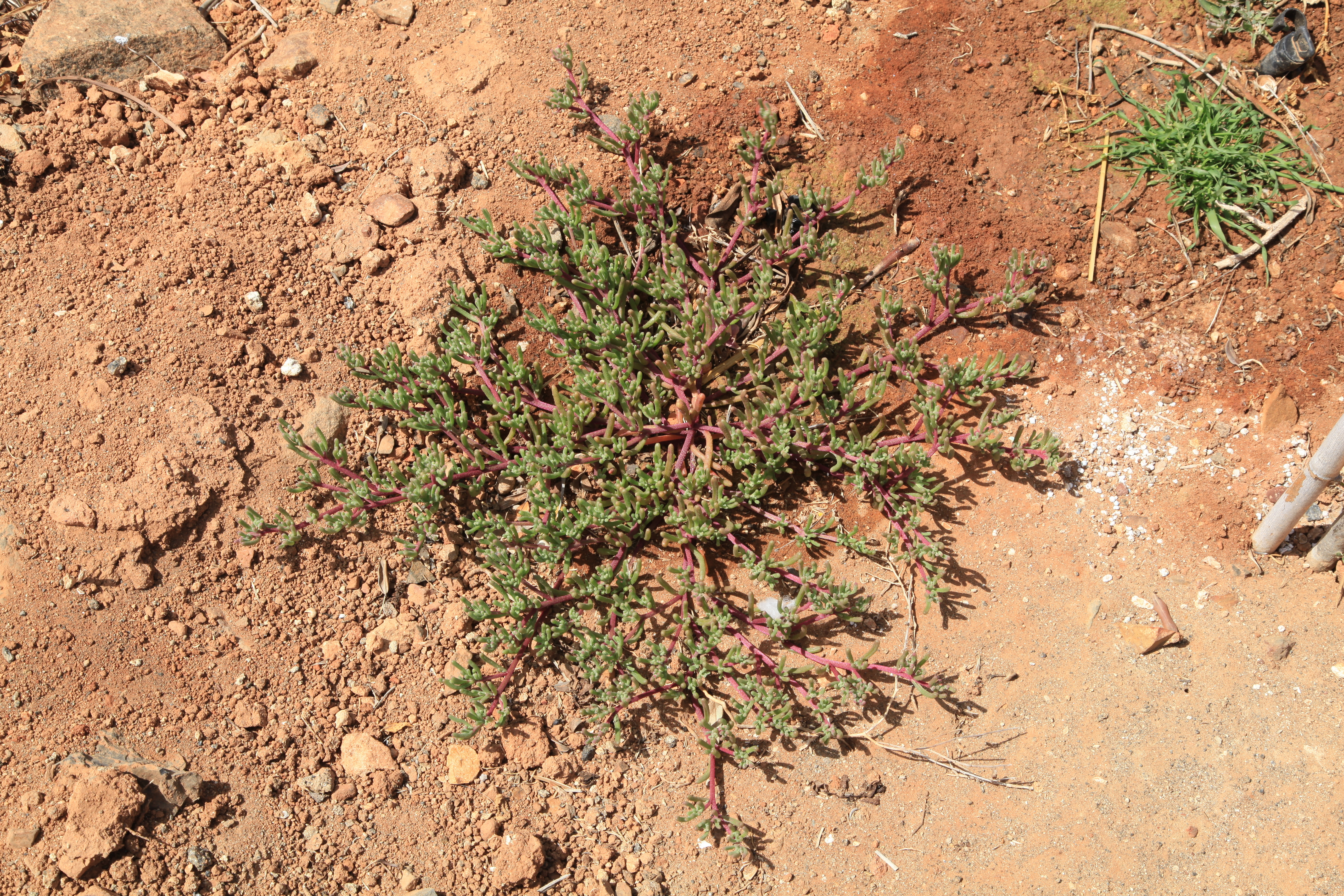
Vista de la planta

## Morfología
Muestra tallos de 2-22 cm, erguidos o decumbentes, muy ramificados desde la base, carnosos. Sus hojas son subcilíndricas y papilosas, verdes al principio y rojizas o purpúreas en la madurez, de 1-4 cm de longitud y 1-2 mm de ancho, basales opuestas y superiores alternas. Flores solitarias blancas de 1 cm de diámetro, de sépalos desiguales, crasos, papilosos, y pétalos de aproximadamente el mismo tamaño que los sépalos, blancos o amarillos. Anteras amarillas. Semillas de 0,8-1 por 0,5-0,6 mm, triangulares o semicirculares, de color pardo-rojizas, verrugosas.

## Vida y reproducción
Florece de febrero a julio. Ciclo anual (terófito). A final de primavera adquiere su característico color rojo. Se extiende sobre suelos desnudos.

## Hábitat
Terrenos rocosos y arenosos del litoral (rupícola y psammófila). Vive en zonas muy cálidas, sobre terrenos salinos (halófila).

## Distribución
Región Mediterránea, península ibérica (tanto las costas mediterráneas como atlánticas), Isla de Alborán, Canarias, norte de África.

## Usos
Se usó para la obtención de sosa. De sus semillas extraían los originarios de Canarias un tipo de gofio utilizado en épocas de escasez llamado Gofio de Vidrio, más salado que el normal.

## Taxonomía
Mesembryanthemum nodiflorum fue descrita por Carlos Linneo y publicado en Species Plantarum 1: 480. 1753.
Etimología
Mesembryanthemum: nombre genérico que fue otorgado por Linneo, siguiendo a Dillenius, y supone que tal nombre indica que el embrión suele estar colocado en medio de la flor (del griego: mesós = "colocado en medio" y émbryon = "ser recién nacido" // bot. "germen"; y ánthemon = "flor"). Por el contrario, Breynius, creador de la palabra, escribe Mesembrianthemum y explica su etimología suponiendo que sus flores se abren al mediodía ( mesémbría = "el mediodía" y ánthemon = flor).
nodiflorum, epíteto del latín nodus (nodo o nodoso), y florus (flor), en referencia a las flores que surgen de los nodos de los tallos.
Sinonimia
- Cryophytum nodiflorum (L.) L.Bolus, 1927
- Gasoul nodiflorum (L.) Rothm., 1941[3][4]

## Nombres comunes
- Aragonés: escarchada.[5]
- Castellano: agazul, aguazul , aiguazul, algazul, cañutillo, gazul, gulluricos, yerba del vidrio.[3]
- en Canarias: cofe-cofe, yerba vidriera.[6]